# 海印寺 (青岛)
海印寺是明朝万历年间，在今山东省青岛市崂山区崂山南麓短暂存在的一所临济宗佛寺。
明朝万历十一年（1583年），憨山大師到达东海牢山（崂山）那罗延窟诛茅结庐安居居。与白云庵道士耿义兰相识。万历十三年（1585年），憨山大師在太清宫旧址建茅庵居住。万历十三年（1585年），明廷分送十五部《大藏经》到全国各大名山。最初的四部安置四边境，憨山即受一部。憨山自述，此经是由李太后赐予的。憨山“见有敕命，乃诣京谢恩。比蒙慈命合宫眷各出布施，修寺安供[《大藏经》]，请命名曰海印寺”:16。
万历十八年（1590年），海印寺建成:16。建筑规模可与五台山、普陀山的佛寺相比。在道士耿义兰等人长期控告下，明廷敕令毁寺复宫。
现有海印寺石柱、石梁，以及后刻石碑留存。石碑刻有“海印寺遗址”五字，另有一行小字“明万历十三年憨山大师建海印寺于宫前，二十八年降旨毁寺复宫。”留存的石柱，长约2米，径为0.5米，雕工精细，卯榫规矩。